# Reazione di Williamson
La  reazione di Williamson, scoperta dal chimico Alexander Williamson nel 1850, rappresenta il miglior metodo generale per la sintesi degli eteri asimmetrici o simmetrici. Si tratta normalmente di una sostituzione nucleofila (SN2) tra un alcossido e un alogenuro alchilico:
La reazione funziona al meglio quando R' è un gruppo metilico o primario, dato che con gruppi secondari e terziari prevale l'eliminazione E2. Il gruppo R è invece soggetto a minori restrizioni e può essere anche di natura aromatica. 
Esistono diverse varianti alla sintesi classica, tra cui alcune che permettono di fare reagire direttamente l'alcool o il fenolo con l'alogenuro alchilico (per esempio, utilizzando KOH solido in dimetilsolfossido). 

## Reazione di Williamson intramolecolare
Esiste anche la reazione di Williamson intramolecolare, sfruttata per la sintesi degli epossidi, in cui una aloidrina forma dapprima l'alcossido per azione di una base forte e successivamente l'atomo di ossigeno forma il ciclo legandosi all'atomo di carbonio a cui è legato l'alogeno (che rappresenta il gruppo uscente).